# Colin Duffy (IRA-Mitglied)
Colin Francis Duffy (* 1967) ist ein ehemaliger Freiwilliger der Provisional IRA und gilt als einer der bekanntesten irisch-republikanischen Dissidenten Nordirlands.
Er lebte während des Nordirlandkonflikts in Lurgan, County Armagh und soll laut Royal Ulster Constabulary (RUC) in führender Position bei der Provisional IRA im Norden von Armagh tätig gewesen sein. Nach Ende des Nordirlandkonflikts 1997, soll er sich der Provisional-Nachfolgeorganisation Real IRA angeschlossen haben und nach Gründung der New IRA im Jahr 2012, in deren Führungsebene tätig gewesen sein.
Er wurde verdächtigt, in mehrere Mordanschläge gegen ehemalige oder aktive Sicherheitskräfte verwickelt gewesen zu sein und war bisher dreimal wegen Mordes angeklagt, wurde aber nie rechtskräftig verurteilt.

## Mordfall Sam Marshall
Im Januar 1990 wurde Colin Duffy, zusammen mit Tony McCaughey und Sam Marshall, wegen des Besitzes von Munition festgenommen, wobei sie jedoch bis März wieder auf Bewährung entlassen wurden. Als Auflage mussten sie sich zweimal wöchentlich bei der RUC-Station in Lurgan melden, wobei diese Termine nur den drei Männern, ihren Anwälten und der Polizei selbst bekannt waren. Nach einem dieser Termine, am 7. Februar 1990, wurden die drei Männer nach dem Verlassen der Polizeistation von zwei maskierten Männern beschossen, wobei Sam Marshall getötet wurde. Die Täter fuhren einen roten Rover, welcher am 6. März gestohlen und nach dem Anschlag ausgebrannt an einer Autobahn gefunden worden war.
Duffy und McCaughey berichteten zudem von einem roten Austin Maestro, dem sie auf dem Weg zur Polizeistation dreimal begegnet sein sollen. Dieses Fahrzeug wurde von der Polizei erst 1994 als Fahrzeug einer Überwachungsaktion bestätigt, deren Ziel jedoch nicht Duffy oder seine Begleiter gewesen sein sollen. Der Vorfall erregte großes Aufsehen und hatte eine Pressekonferenz der republikanischen Partei Sinn Féin zur Folge, bei welcher der RUC eine Verstrickung in den Mord vorgeworfen wurde. In Zusammenhang mit dem Mord wurden später zwei Mitglieder der protestantisch-paramilitärischen Organisation Ulster Volunteer Force (UVF) wegen Autodiebstahls und Beihilfe verurteilt.
2012 veröffentlichte das Historical Enquiries Team (HET) der Polizei einen Bericht, wonach der Maestro am Tag des Mordes Teil einer Überwachungsaktion der British Army in diesem Gebiet war, an dem auch noch fünf weitere Fahrzeuge beteiligt waren. Zwei Soldaten dieser Mission verfolgten Duffy und seine Begleiter nach dem Verlassen der Polizeistation und gaben an, den Anschlag teilweise beobachtet zu haben. Trotz dieser Anwesenheit von Sicherheitskräften im Bereich des Tatortes, konnten die beiden Täter unerkannt entkommen und wurden nie gefasst. Durch ballistische Untersuchungen konnte festgestellt werden, dass die Tatwaffen auch bei drei weiteren Morden verwendet worden waren.

## Mordfall John Lyness
Am 24. Juni 1993 wurde der Ex-Soldat John Lyness vor seinem Haus in Lurgan erschossen. Lyness war rund zwanzig Jahre beim Ulster Defence Regiment (UDR) und war erst im Vorjahr aus dem Dienst geschieden. Colin Duffy wurde am 28. Juni 1993 als Tatverdächtiger verhaftet und am 1. Juli wegen Mordes angeklagt. Seine Anwältin wurde Rosemary Nelson, die damit erstmals einen Terrorverdächtigen in einem Mordprozess vertrat. Die Verhandlung fand vor einem Gericht ohne Jury statt. Am 5. Juli 1995 wurde Duffy wegen des Mordes zu lebenslanger Haft verurteilt, wobei sich das Gericht vor allem auf zwei anonyme Zeugen stützte, welche Colin Duffy bei der Ausführung der Tat gesehen haben wollen.
Seine Anwältin ging in Berufung und machte das strittige Urteil einem großen Personenkreis bekannt. Unter anderem benachrichtigte sie Journalisten, Nichtregierungsorganisationen, Amtskollegen in den USA und Offizielle der irischen Regierung und stellte Material zur Überprüfung bereit. Einer der anonymen Belastungszeugen wurde als Lindsay Robb identifiziert, ein loyalistischer Aktivist der Ulster Volunteer Force, der 1995 wegen Waffenschmuggels verurteilt worden war. Am 24. September 1996 wurde das Urteil gegen Duffy wegen Unglaubwürdigkeit dieses Zeugen aufgehoben. Lindsay Robb gestand vier Jahre später eine Kontaktaufnahme durch die RUC, wobei Colin Duffy belastet werden sollte. 2005 wurde Lindsay Robb in Schottland ermordet.

## Mordfälle John Graham und David Johnston
Am 16. Juni 1997 wurden die beiden RUC-Constables John Graham und David Johnston während einer Fußpatrouille in Lurgan von zwei Angreifern erschossen. Es handelte sich dabei um die letzten von der IRA ermordeten Polizeibeamten des Nordirlandkonflikts. Rund eine Woche nach dem Mord wurde Colin Duffy verhaftet und am 25. Juni 1997 wegen Mordes angeklagt. Im Oktober 1997 wurde die Anklage aus Mangel an Beweisen fallen gelassen. Duffys Anwältin Rosemary Nelson konnte dem Gericht die mentale Instabilität einer Belastungszeugin glaubhaft machen, die zudem von der Polizei unter Druck gesetzt worden war.

## Mordfall Rosemary Nelson
Duffys Anwältin Rosemary Nelson war die erste Frau mit eigener Kanzlei in Lurgan und war seit 1993 für Colin Duffy tätig. Sie setzte sich nach dem Mordanschlag von 1990 für die Hinterbliebenen von Sam Marshall ein und forderte eine umfangreiche Untersuchung des Mordfalles. Sie konnte ihren Mandanten im Mordfall John Lyness, als auch in den Mordfällen John Graham und David Johnston erfolgreich verteidigen. Sie kritisierte öffentlich die RUC und beschwerte sich über Beleidigungen und fehlende Zusammenarbeit durch die Polizei, wobei sie auch ihre nationalen und internationalen Kontakte nutzte.
Am 15. März 1999 wurde Rosemary Nelson in Lurgan durch einen Sprengsatz an ihrem Fahrzeug getötet. Verdächtigt wurden loyalistische Paramilitärs der Red Hand Defenders (RHD). Die Ermordung der Anwältin erregte große Aufmerksamkeit im In- und Ausland und führte zu einer langwierigen Untersuchung, an dessen Ende 2011 der RUC Missstände im Umgang mit Nelson und deren Sicherheit angelastet wurden.

## Massereene-Schießerei
Am 7. März 2009 wurden die beiden britischen Soldaten Mark Quinsey und Patrick Azimkar vor der Massereene-Kaserne in Antrim erschossen, zwei ihrer Kameraden und zwei Zivilisten wurden verletzt. Es handelte sich um die ersten in Nordirland ermordeten Soldaten aus Großbritannien seit Ende des Nordirlandkonflikts 1997. Das durch Feuer beschädigte Täterfahrzeug wurde Stunden später im acht Meilen entfernten Randalstown aufgefunden. Darin konnte auf einem Latexhandschuh die DNA von Colin Duffy sichergestellt werden. Am 14. März 2009 wurden daraufhin Colin Duffy und zwei weitere Personen wegen Mordverdachts verhaftet.
Im Januar 2012 wurde Duffy jedoch freigesprochen, da die DNA auch auf anderem Wege in das Fahrzeug hätte gelangen können. Der ebenfalls angeklagte Brian Shivers wurde zu lebenslanger Haft verurteilt, aber 2013 ebenfalls wegen unzureichender Beweise freigesprochen.

## Mordfall David Black
Am 1. November 2012 wurde der Gefängnismitarbeiter David Black auf dem M1 motorway aus einem fahrenden Fahrzeug heraus erschossen. Er befand sich auf dem Weg zu seiner Arbeitsstelle im HM Prison Maghaberry in Lisburn. Das verwendete Täterfahrzeug, ein in Irland registrierter Toyota Camry, wurde nach der Tat ausgebrannt bei Lisburn entdeckt. Es war der erste Mord an einem Prison Officer in Nordirland seit 1993. Einen Tag später wurde Colin Duffy verhaftet und nahe Belfast verhört, aber kurz darauf ohne Anklage freigelassen. Obwohl es bis 2017 zu weiteren Verhaftungen kam und selbst prominente Persönlichkeiten aus der Politik wie David Cameron und Hillary Clinton eine rasche Aufklärung der Tat forderten, ist der Mord weiterhin ungeklärt.

## Crumlin Road-Schießerei
Am 5. Dezember 2013 fielen Schüsse auf einen Polizeikonvoi auf der Crumlin Road im Norden von Belfast. Am Tag danach sollen Colin Duffy und zwei weitere Männer in der Nähe von Duffys Haus bei einer verdeckten Operation abgehört worden sein, als sie sich über die Schüsse, die dabei verwendeten Waffen und weitere Anschläge unterhalten haben sollen.
Da aus den Video- und Audioaufzeichnungen keine direkte Tatbeteiligung von Colin Duffy abgeleitet werden konnte, wurde die Anklage wegen versuchten Mordes am 23. Januar 2017 zurückgezogen. Laut Richter seien die Beweise jedoch ausreichend, um die Anklagen wegen Führens von Terrorismus, Verschwörung zu Terroranschlägen und Mitgliedschaft in einer illegalen Organisation aufrechtzuerhalten. Dazu wurden auch Aufnahmen von Duffy aus einer MI5-Operation in Spanien genannt.
Aufgrund von Rechtsanträgen und der Covid-19-Pandemie zog sich die Verhandlung über mehrere Jahre hin, wobei Duffy zwischenzeitlich auf freien Fuß kam. Im März 2024 entschied das Belfast Crown Court, dass die Beweismittel nicht ausreichen würden, um eine Verurteilung Duffys zu begründen und sprach diesen in allen Anklagepunkten nicht schuldig.